# Teardrops (Helena Paparizou)
Teardrops è il quarto singolo della cantante greca Helena Paparizou estratto dal suo terzo album di studio The Game of Love. Il singolo ha raggiunto la posizione numero 1 in Cipro e in Grecia, favorendo l'entrata della canzone nella classifica europea al numero 112.

## Classifiche
| Classifica (2006) | Posizione massima |
| ----------------- | ----------------- |
| Cipro             | 1                 |
| Grecia            | 1                 |
| Europa            | 112               |